# 장재
장재(張載: 1020년 ~ 1077년)는 중국 송나라 시대의 사상가이다. 성리학의 기초를 닦았다.
자는 자후(子厚)이다. 봉상미현의 횡거진(橫渠鎭) 출신이었기 때문에 횡거 선생(橫渠先生)이라고 호칭된다. 존칭하여 장자(張子)라고 불린다.

## 생애

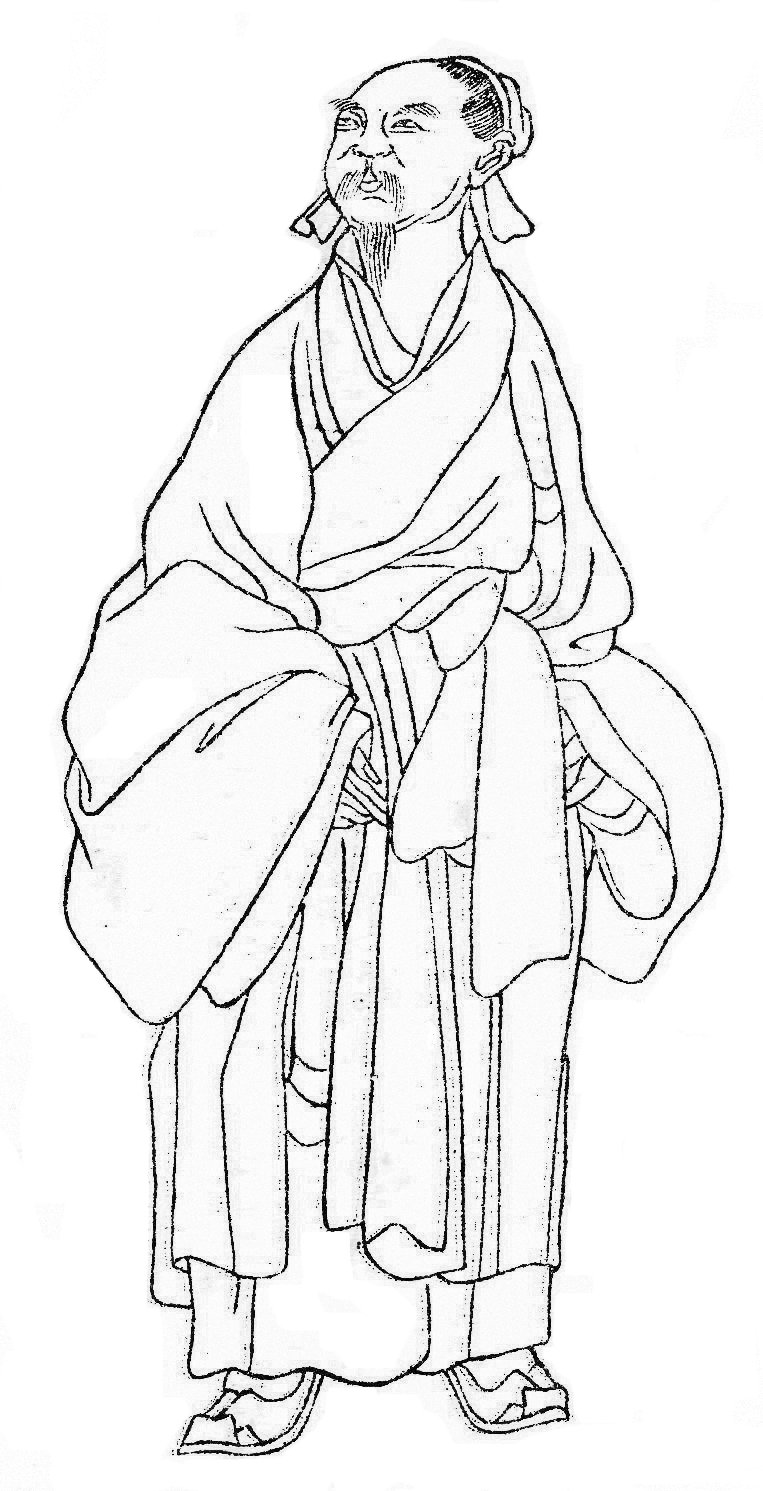
장재

어렸을 때에 현의 지사직(知事職)으로 있던 부친을 잃었다. 젊었을 때 범중엄을 회견하고 병사(兵事)에 대해 말하였다. 그때 범중엄은 "유자(儒者)에게는 자연히 명교(名敎: 인륜의 명분에 대한 가르침)를 즐길 만한 것이 있다. 어찌하여 병담(兵談) 같은 것을 좋아하는가"라고 하면서 《중용(中庸)》을 그에게 주었다. 횡거는 거기서 비로소 도(道)를 구할 것을 결심하고 한때 불교 · 노장사상에 들어갔으나 오래지 않아 6경(六經)의 학문으로 돌아왔다. 진사시험에 합격한 후에 지방관으로서 여러 가지 공적을 쌓았다. 그때의 황제인 북송의 신종은 그를 크게 등용하려고 하였으나 당시의 집정(執政: 내각의 최고 책임자)이었던 왕안석과 의견이 맞지 않아서 신병을 이유로 향리에 돌아와 학문과 교육에 힘을 다하였다.

## 사상
장재에 의하여 세워진 기(氣)의 우주론(宇宙論) 또는 기의 철학은 당시의 제가들의 사상과 비교하여 매우 특색있는 것이었다. 장재의 철저한 "유(有)의 이론"은 언뜻 보기에는 주돈이 · 소옹 · 2정자(二程子)의 사상이 《역(易)》의 정신을 기초로 하고 있는 것과는 다른 것처럼 보인다. 그러나 그렇지 않으며, 장재의 "유의 이론"의 근저에는 《역(易)》의 "1음(一陰) 1양(一陽), 이것을 도(道)라고 한다"를 중심으로 하는 《역(易)》의 사고방식이 있다.
장재는 존재하고 있는 것은 실제로는 기 뿐이며 현상의 개체는 기가 응취한 객감(客感) 또는 객형(客形)이라고 주장하였다. 또한 기의 본래의 모양, 즉 자(姿: 아직 개체를 형성하지 않은 상태의 기)는 태화(太和) 또는 태허(太虛)라고 하였다. 그리고 이 태화(太和) 또는 태허(太虛)는 사람에게 감각되지 않는 것, 즉 유(幽)로, 기의 지정한(至靜: 지극히 고요한) 상태라고 하였다.
장재의 저술은 《장자전서(張子全書)》에 수록되어 있는데, 《동명(東銘)》·《서명(西銘)》 · 《정몽(正蒙)》 · 《경학이굴(經學理窟)》 · 《역설(易說)》 · 문집 · 어록 등이 이 속에 들어 있다.

## 저서

### 정몽
《정몽(正蒙)》은 장재가 향리로 내려간 후의 저작으로, 그의 만년인 50세 이후의 것으로 추정된다. 《장자전서(張子全書)》에 수록되어 있다. 전 9권이며 각권은 2편으로 되어 있다. 전체를 통하여 가장 중요한 편은 1권에서 4권 정도까지인데, 그 중에서도 〈태화편(太和篇)〉·〈성명편(誠明篇)〉은 그의 사상의 핵심이다.
일반적으로 장재의 우주론(宇宙論, 형이상학적 사유)이 기일원론(氣一元論)이라고 명명되고 있는 것은 노자의 "유(有)는 무(無)에서 생(生)한다"라고 하는 말을 정면으로 반대하고 있기 때문이다. 유(有)가 무(無)에서 생(生)하지 않는다고 하면 유(有)는 유(有)에서 생(生)하는 것인데, 장재는 이와 같은 생각으로 철저한 유(有)의 우주론을 전개하였다. 그에 의하면 현상 세계의 모든 개체는, 사람까지도 음양 2기(陰陽二氣)의 동정(動靜) · 승강(昇降) · 부침(浮沈) 등에 의한 운동의 결과로 해서 생성된 것이다. 그 음양 2기도 실제는 기(氣), 즉 1기(一氣)이므로 이 기가 객감(客感) · 객형(客形)을 취한다고 하는 것이 현상의 성립이며, 이 세계의 만변만화가 생하는 까닭이라고 장재는 보았다. 이와는 반대로, 기(氣)가 흩어지면 무형무감이어서 사람에게 감각되지 않게 된다고 하였다.
이런 기(氣)의 무형무감의 상태가 기의 신이요, 또 그것을 태허(太虛) 또는 태화(太和)라고 하였다. 따라서 태허 · 태화는, 기가 현상으로서의 객감 · 객형을 취하면서 변화하기 이전 근본의 온전한 정(靜)의 상태이므로 이 세계의 모든 것의 원인이라고 주장하였다. 이러한 사고방식의 문제, 즉 도덕론에 전화되면 "허(虛)와 기(氣)가 합하여 성(性) 명(名)이 있다"고 한 것같이 태허 · 태화는 또 사람 본래의 자태의 성(性)이 된다. 성은 사람에게 일반적인 것이요, 구체적으로는 지성(至誠)이다. 그래서 성(誠)을 얻는다는 것, 즉 지성(至誠)에 이른다는 것이 성(性)을 얻는 것이며 성(性)을 다하는 것이 된다고 하였다.
《정몽》은 주자가 중요시한 문헌이었으며, 명나라 말기와 청나라 초기의 왕선산(王船山)이 《장자정몽주(張子正蒙註)》을 지었다. 《정몽》은 이러한 이력이 있는 저서로, 중국의 사상사에서 있어서 이색적인 저서들 중 하나이다.

### 서명
장재는 서재의 동쪽과 서쪽에 글을 써놓고 있었다. 왼편 동쪽 글을 ‘폄우’(砭愚), 오른편 서쪽 글, 즉 서명(西銘)을 ‘정완’(訂頑)이라고 불렀다. 폄우는 ‘둔함을 바로잡는다’는 뜻이고, 정완은 ‘어리석음을 물리친다’는 뜻이다.
《서명》은 《정몽》과 같이 장재의 만년의 저작일 것으로 여겨진다. 《서명》은 《동명(東銘)》과 함께 대단히 짧은 문장이지만, 《서명》에 담긴 사상적 내용은 심오하여 2정자(二程子)는 《서명》을 매우 칭송하였다.
《서명》의 글 전체는 겨우 253자(한편 《동명(東銘)》은 112자 이다)에 지나지 않지만 담겨진 주제는 요컨대 "천지만물"과 "나"라는 존재와의 일체에서 얻어지는 "인(仁)"이다. 《서명》은 다음과 같은 내용을 담고 있다.
건(乾)은 나의 부(父)이며 곤(坤)은 나의 모(母)이다. 나는 천지(天地)의 자(子)로서 천지(天地)의 중간에 만물과 함께 있다.
그런 까닭으로 나의 체(體)는 단지 나의 형체(形體)에 그치는 것이 아니다. 사람 · 산천 · 초목 · 금수 · 곤충에 이르기까지 무릇 천지의 사이에 존재하는 것은 전부 나의 체이다.
나의 성(性)도 또한 만물의 성이다. 천지는 나와 그리고 만물도 생성하기 때문에 나와 마찬가지로 천지 사이에 있는 것은 모두 나의 동포다.
천지가 만물을 양육하는 것은 천지의 인덕(人德)이요, 천지의 이 운행을 본받고 천지의 존재형식에 복종하면 천지의 인덕을 나의 마음의 덕으로 삼을 수가 있다.
천지의 작용은 "화(化)한다"고 하는 것이며, 천지 운행의 뜻(志)은 헤아려 알 수가 없다. 그런 까닭으로 "화(化)"를 알고 신(神)을 궁통(窮通)하면 천지의 운용과 그 향하는 바 뜻을 밝혀 이것을 계승할 수가 있다. 이렇게 해야 비로소 천지의 마음을 나의 마음으로 삼고 천지의 성을 나의 성으로 삼을 수가 있어 천지의 인덕과 나의 인덕이 하나가 된다.
주자의 《서명해(西銘解)》가 있다. 주자에 의하면 "정자(程子) 학파는 대체로 《서명(西銘)》으로 학자에게 개시(開示)하였다"고 했는데, 그만큼 《서명(西銘)》에 담긴 사상은 2정자(二程子)에게 큰 영향을 끼쳤다.

## 같이 보기
- 성리학
- 정이
- 정호
- 주희

## 참고 문헌
- 이 문서에는 다음커뮤니케이션(현 카카오)에서 GFDL 또는 CC-SA 라이선스로 배포한 글로벌 세계대백과사전의 내용을 기초로 작성된 글이 포함되어 있습니다.